# 大衛·韋伯
大衛·迈克尔·韋伯，MBE（英語：David Michael Webb，香港傳媒一般直接使用其英文名字；1965年8月29日—），生於英國倫敦，是香港證監會收購及合併委員會副主席，香港交易所前非執行董事，香港股票投資評論員，曾為壹傳媒第二大股東，至2019年8月全面賣出壹傳媒股票。曾是新確科技主要股東。

## 簡介
於1986年，韋伯在英國牛津大學埃克塞特學院數學系畢業，曾開發Sinclair ZX Spectrum及Commodore 64電腦遊戲。其後轉往金融界發展，在投資銀行任職，1991年開始定居香港，1998年退休。他因經常批評香港部份上市公司管理層的不當行為而成名，被部份投資者視為代表小股東權益的聲音，但被大股東或上市公司視為「麻煩製造者」，故有「股壇長毛」之稱。
2001年，韋伯獲選為香港交易所收購及合併委員會委員，及公眾股東權益小組成員。2003年，韋伯參與香港交易所董事選舉，成功當選。有指他獲得外資基金的支持。2006年4月港交所董事改選，韋伯以2.1億淨票數高票連任董事，他亦協助陸恭蕙成功當選港交所董事。韋伯是香港證券專業學會會員，他創辦的非牟利獨立網站 Webb-site.com，對香港財經界、經濟及政治發表評論。韋伯每年聖誕節前，會公開推介一隻他在未來一年看好的股票，通常都得到不少公眾投資者追捧。

## 觀點
2017年5月，韋伯在其網站發表「50隻不應買的港股」名單，引起關注。事緣韋伯由2006年開始持有製造嬰兒車的隆成金融（1225）在2014年宣布出售嬰兒車業務，並將公司轉型；因而自當時開始，隆成進行了好幾宗令市場大為意外的交易，例如在2015年向中國投融資（1226）購入一個內地物業，但當時賬面上持有近8億元現金的隆成，居然選擇以折讓價大量發行新股作為主要交易代價；其後更宣布以當時收市價大幅折讓近7成的作價提出1供3的供股行動，引起市場嘩然。一連串的供股行動令韋伯等股東的股份不斷遭到攤薄，雖然當時亦有分析指該供股計劃不利小股東，但仍然在股東會上獲得通過。據市場傳聞，韋伯在隆成一役之中，損失達到八位數字。，更成為「粉哥」葉志輝手下敗將，因而為發表迷網50及迷網26等文章埋下伏線。
2019年6月，韋伯批評強制性公積金的管理費過於高昂，呼籲取消強積金制度。

## 健康狀況
2020年6月8日，韋伯在個人網站宣佈自己患上前列腺癌，並已擴散至骨骼。他當時曾考慮在逝世後，把自己營運的資料庫網站Webb-site交由香港大學接手營運，但後來在《港區國安法》環境下，該方案最終被大學管理層否決。
2025年，David Webb的病情惡化，他亦開始規劃自己的身後事。2月，他宣佈將在逝世後關閉他的網站，後來決定將相關資料在Github上公開，但同時強調網站的編輯功能必須與他一起消失，因為他不想讓它受到點擊誘餌、加密貨幣詐騙或更糟糕的污染或破壞，或者被用來提倡一些不贊同的東西。

## 榮譽
- 商業周刊 ( Business Week ) 亞洲之星，2000年
- 世界經濟論壇 明日世界領袖（Global Leader for Tomorrow），2001年
- CFO雜誌 Global 100，2002年
- 門薩國際（Mensa International）會員

## 資料來源
1. ↑  . webb-site.com.   [2023-03-09]. （原始内容存档于2022-01-10）.
2. ↑  . 2017-05-15  [2017-11-28]. （原始内容存档于2017-12-01）.
3. ↑  . 香港01. 2017-05-16.
4. ↑  .   [2019-05-11]. （原始内容存档于2019-05-11）.
5. ↑  .   [2019-05-11]. （原始内容存档于2019-05-11）.
6. ↑  . 香港01.   [2020-06-10]. （原始内容存档于2020-06-02）.
7. ↑  . 香港01. 2020-06-08  [2020-06-08]. （原始内容存档于2020-06-08）.
8. ↑  . 香港01. 2025-03-17 （中文（香港））.

## 外部連結
- Webb-site.com （页面存档备份，存于）